# 隆德大学
隆德大学（瑞典語：Lunds universitet），建于1666年，欧洲最古老的大学之一，为斯堪的纳维亚最大的高等教育与学术研究机构。隆德大学为瑞典顶尖學府，名列世界百大學府。
其位于瑞典斯堪尼省的隆德市，所在的城市约十万人口左右。隆德大学的建立可以溯及1425年，方济各会在隆德大教堂比邻设立的中世纪大學(studium generale)，因此时常与1477年和1479年分别设立在乌普萨拉和哥本哈根的中世纪大学互别苗头。在瑞典于1658年与丹麦的和平协议下取得斯堪尼省之后，现今的隆德大学则在1666年建立。
隆德大学有10个學院，包含另外在马尔默和赫尔辛堡设有的分校区，以及航空学院。2013年的统计下，全年学生共有47700人，其中约6400人为国际学生，分别在50个专业的800个课程学习。隆德大学是欧洲研究型大学联盟成员，也是全球Universitas 21联盟成员。
2016年6月，隆德大学与瑞典科学委员会，已在隆德共同完成同步辐射实验室四期 MAX IV 的建设，用于研究粒子加速物理。此外，一所正在建设中的跨领域科研机构，欧洲散裂中子源 ，也预计在2025年，全面完工。
隆德大学自建校以来一直以隆德大教堂附近的隆德公园（Lundagård）中心，另有一些学院系所散布在隆德市的不同地点，其中大部分集中在一个带状地带，这个带状地带从公园向北，穿过大学医院并继续向北，一直到市的东北外围地区，在最外围的就是工程学院的大校园，该院在瑞典又称为隆德工学院。

## 历史

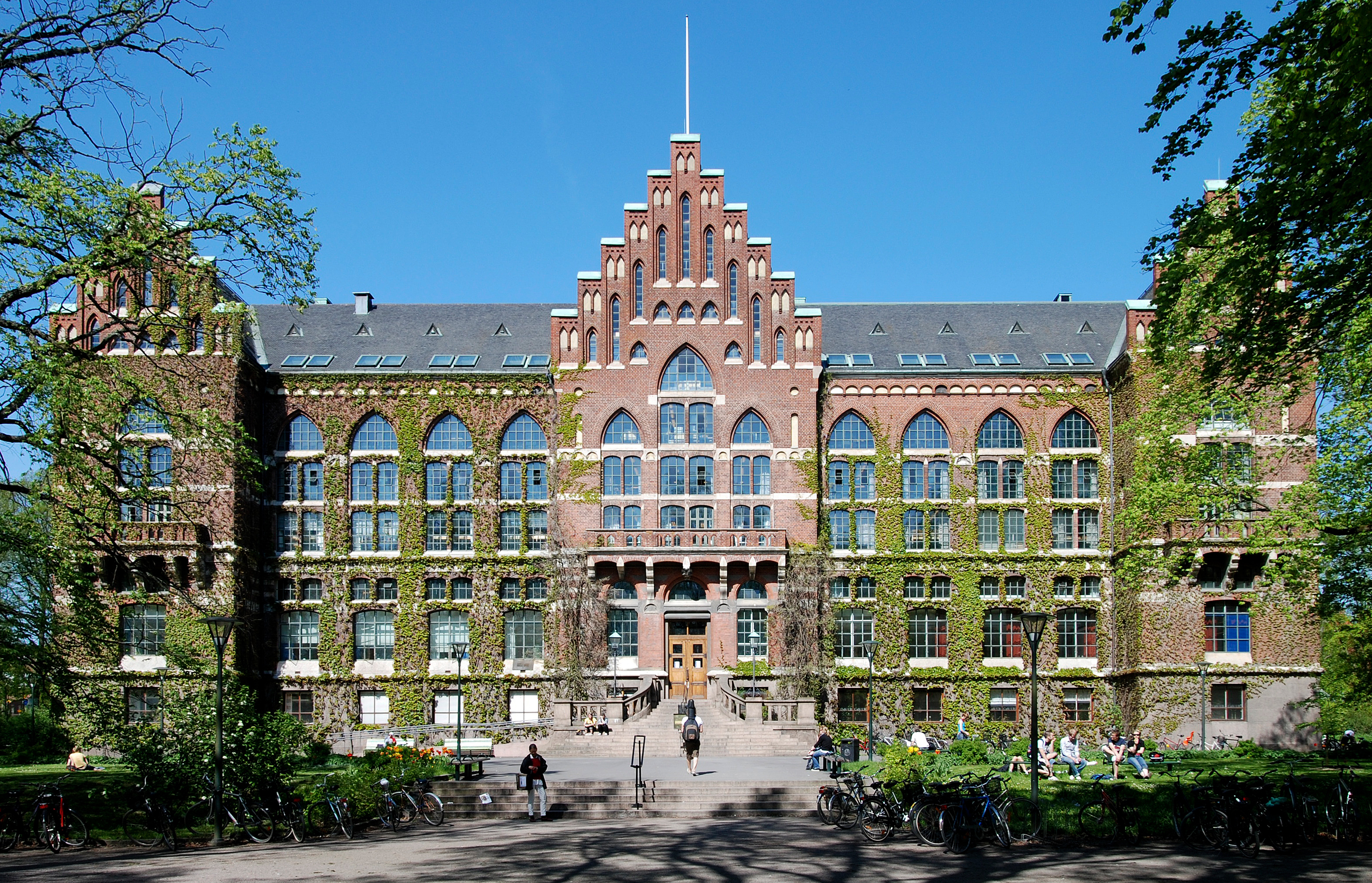
隆德大学图书馆

隆德市是一个历史悠久的教育和宗教中心，曾是丹麦大主教驻地。1085年这里设立了一间培训神职人员的教堂学校（Katedralsskolan），是今天斯堪的纳维亚最古老的学校之一。1425年隆德曾尝试开展中世纪大学教育，但該校因丹麥進行宗教改革而徹置。
根据1658年《罗斯基勒条约》，瑞典取得斯科訥地区，王室随即于1666年设立了隆德大学，作为对新领土进行瑞典化的手段。这是瑞典國土上的第五间大学，之前的四间分别是：1477年设立的乌普萨拉大学；1632年设立的古斯塔夫學院（Academia Gustaviana，現名塔爾圖大學），现位于爱沙尼亚；1640年设立的奥布皇家学院，现位于芬兰；和1456年设立、1618年起歸屬瑞典的格赖夫斯瓦尔德大学，现位于德国。
隆德大学按瑞典国王卡爾十世·古斯塔夫命名为Academia Carolina，这个名字一直是大学的正式名称，直到19世纪晚期隆德大学的名称才广泛使用。

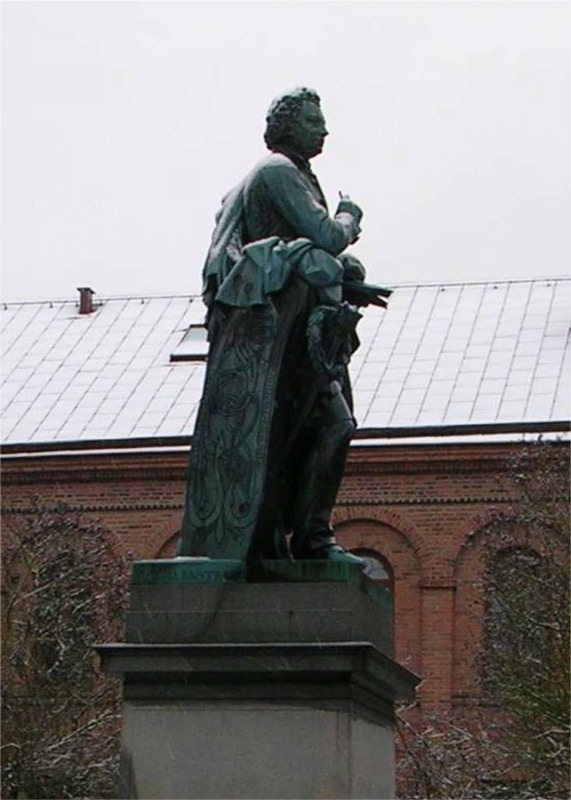
隆德大教堂旁的埃萨亚斯·泰格纳尔像

隆德大学设立时被获准成立四个系：法律、神学、医学和哲学。这四个系是大学的基础，并且在接下来的二百多年里保持了这个院系结构。一直到17世纪末，学生数目维持在100人左右。大学早期的著名教授有法学历史学家塞缪尔·普芬道夫及哲学家Canutus Hahn和Kristian Papke。
1676年发生的斯科訥戰爭导致大学一度关闭，直到1682年才得以复校。大学得以复校有赖于本地的爱国人士的努力，但是大学的运作一直没有完全恢复正常，教学用的教室很少，很多课程被迫在隆德大教堂和附近的小礼拜堂教授，教授的报酬过低，直到进入19世纪末，一切才重上轨道。
1713年，瑞典国王卡爾十二世驻入隆德。因为征战的原因，他在隆德停駐了三年。隆德市和隆德大学因而获得了暂时的广泛关注。这个时期的著名教师是Andreas Rydelius。
随着1718年卡爾十二世逝世，和平终于恢复了，在18世纪上半叶，大学的拨款增加了。学生的数目增加到500人左右，虽然还无法和乌普萨拉大学平起平坐，隆德大学却也树立了良好的声誉，并且有能力吸引杰出的教授前来任教。
1760年左右，学生数目跌至200左右，其中大部分是来自于本省，大学的声誉也随之下降。不过，到1780年大学重建声誉，随后一直到19世纪20年代，大学的声誉都一直在上升。这应归功于受过良好教育的受欢迎的教师，尤其是哲学方面的：著名教授埃萨亚斯·泰格纳尔享有崇高威望。泰格纳尔又吸引了更多学生和学者来到隆德，其中就包括年轻的神学系学生C. G. Brunius，他在泰格纳尔教授的指导下学习古代语言，其后成为希腊语教授。后来他又投身于建筑学，他重新设计了隆德的一些建筑和斯科訥的一些教堂。

## 学院

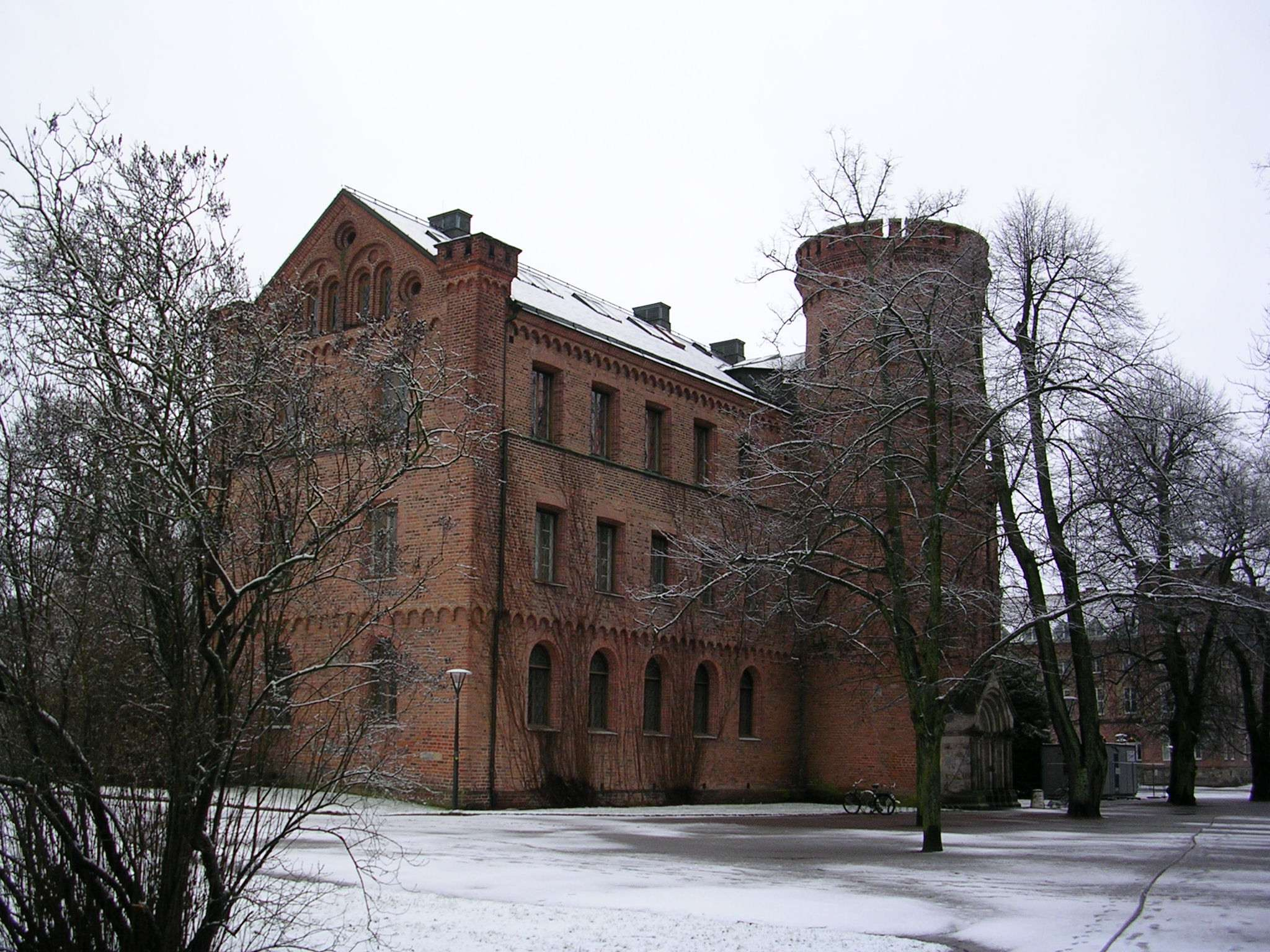
“Kungshuset”是大學最古老的建築，现为该校哲学系所在地

隶属于大學的8个學院分别是：
- 人文与神学院
- 医学院
- 法学院
- 自然科学院
- 社会科学院
- 隆德经济与管理学院
- 工学院
- 艺术与表演学院

还有一些科系设于马尔默和赫尔辛堡校区。

## 学生社团
学生选择加入某个学生社团是必需的，社团虽然以城市的名称命名，但是并不代表社团的成员来自某地。社团的活动多以聚会，宴会，K歌，舞蹈等形式。社团也提供学生宿舍。
隆德大学的社团包括：
1. 東約塔社团（Östgöta nation）
2. 西約塔社团（Västgöta nation）
3. 斯莫蘭社团（Smålands nation）
4. 隆德社团（Lunds nation）
5. 馬爾默社团（Malmö nation）
6. 赫爾辛克魯納社团（Helsingkrona nation）
7. 南瑞典社团（Sydskånska nationen）
8. 克里斯蒂安斯塔德社团（Kristianstads nation）
9. 布萊金厄社团（Blekingska nationen）
10. 哥德堡社团（Göteborgs nation）
11. 哈蘭社团（Hallands nation）
12. 卡爾馬社团（Kalmar nation）
13. 韋姆蘭社团（Wermlands nation）

## 科研
隆德大学每年拨给9个学院的科研经费为50亿瑞典克朗，用于不同科研领域，例如:
- 传染病学
- 糖尿病学
- 神经学
- 干细胞学
- 癌症
- 纳米科学
- 生态系统学
- 环境学
- 中东地区学
- 信息通信技术
- 可持续生产
- 跨领域科学

## 科技创新[7]
- 1944 四面体 利乐包装公司
- 1946 人造肾 Gambro医药器械公司
- 1953 超声波诊断技术
- 1966 Bricanyl 哮喘药物
- 1967 Nicorette 尼古丁戒烟替代品
- 1969 X射线成像对比物质
- 1971 ServoVentilatorn 呼吸器
- 1990 Oatly 燕麦饮品
- 1991 Proviva 水果饮品
- 1991 激光去除癌细胞疗法
- 1993 QlikTeck 软件
- 1995 蓝牙通信
- 1997 Precise Biometrics 指纹识别器
- 1999 Decuma 手写识别软件
- 2001 LUCAS 心脏按摩器
- 2003 超声波净学技术
- 2004 Polar Rose 人脸识别软件
- 2005 Hövding 隐试自行车头盔
- 2007 心率分析软件
- 2007 孕妇中毒症疗法
- 2008 MRteknik 癌症诊断法
- 2009 纳米太阳能板
- 2010 Nocturnal Vision 夜视技术
- 2011 防霉桌布
- 2012 藜麦护肤霜
- 2012 高效淋浴
- 2012 spiralbiopsi 癌症诊断技术
- 2013 快速精确癌症诊断技术
- 2013 开放和可替代式地图服务
- 2014 蛋白质诊断癌症技术

## 与隆德大学有关的名人
- 拉尔斯·霍尔曼德尔 (1931-2012)，数学家，1962年荣获菲尔兹奖，1988年荣获沃尔夫奖。（博士 1955，教授 1968-1996）
- 曼內·西格巴恩 (1886-1978)，物理學家，1924年荣获諾貝爾物理學獎，任教於烏普薩拉大學。
- 貝蒂爾·奧林 (1899-1979)，經濟學家，1977年荣获諾貝爾經濟學獎，任教於斯德哥爾摩經濟學院。
- 蘇恩·伯格斯特龍 (1916-2004)，醫藥學家，1982年荣获諾貝爾生理學或醫學獎，任教於隆德大學。
- 阿爾維德·卡爾森 (1923-2018)，醫藥學家，2000年荣获諾貝爾生理學或醫學獎，任教於隆德大學。
- 克努特·維克塞爾 (1851-1926)，經濟學家，斯德哥爾摩學派的創始人，任教於隆德大學。

### 荣誉博士
- 1999年联合国秘书长科菲·安南獲荣誉法学博士。

## 著名学生
直到1885年，隆德大学都是瑞典仅有的两所大学之一，许多著名人士都在此学习过。
- 本特·李德奈尔（Bengt Lidner，1757-1793），诗人。
- 托馬斯·图里尔德（Thomas Thorild，1759-1808），诗人，评论家及哲学家。
- Per Georg Scheutz (1785-1873)，发明家，计算技术先驱（1805年，J.D.）
- Otto Lindblad (1809-1864)，作曲家。
- Martin Wiberg，(1826-1905)，发明家，计算技术先驱。（1850年，博士）
- 曼內·西格巴恩（1886-1978），1924年诺贝尔物理学奖得主，乌普萨拉大学教授。（1911，博士）
- 本特松（Frans Gunnar Bengtsson，1894-1954），《长船》（Röde Or]）作者。（1930年，哲学Licentiate）
- 塔格·埃兰德（1901-1985），政治家，在位时间最长的瑞典首相（1946-1969）
- 汉斯·艾尔佛森（Hans Alfredson，1931-），作家，媒体从业者，电影导演，前斯堪森博物館主管。（1956年，艺术学士）
- 皮-英格瓦·布倫馬克（1929-2014），醫學教授，研究骨整合及植牙技術。
- 拉尔斯·赫尔曼德（1931- ），数学家，1962年菲尔茨奖得主
- Boris Smeds（1944-），欧洲航天局无线电工程师。（1972年，电测Licentiate）

## 推荐阅读

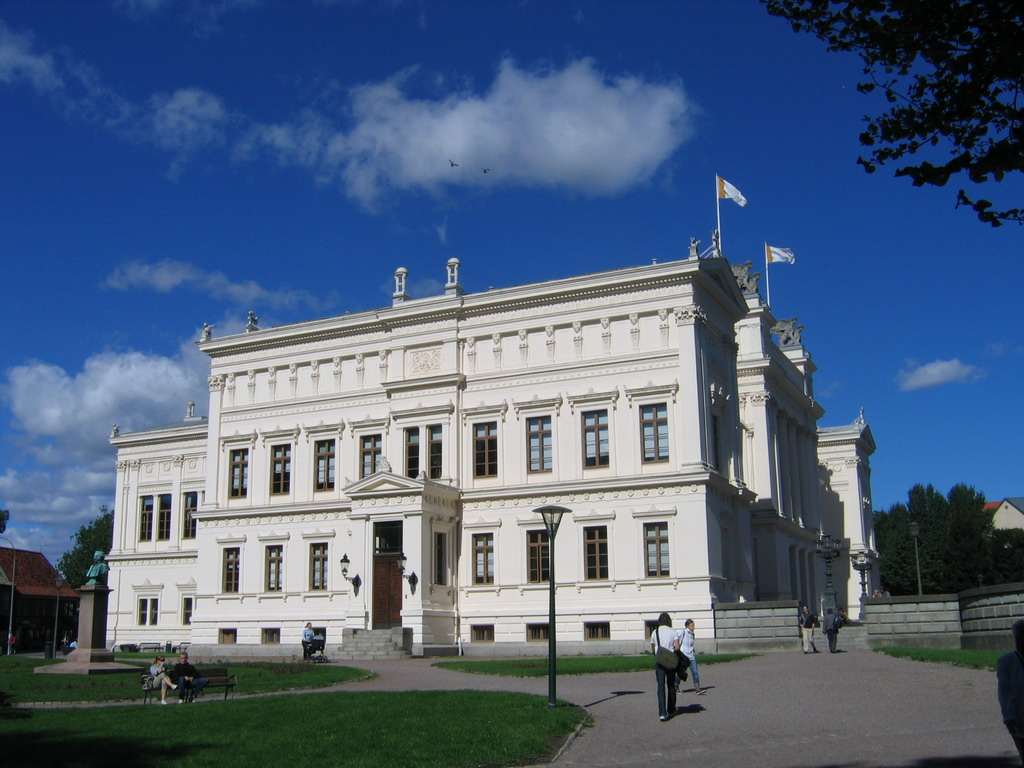
隆德大学主楼，1882年由Helgo Zettervall设计。

- Lunds universitets historia : utgiven av universitetet till dess 300-årsjubileum. 4 volumes. Lund: Lunds universitet 1968-1983. (The standard work on the history of the university.)
- Magnus Laurentius Ståhl, Biographiske underrättelser om professorer vid Kongl. universitetet i Lund, ifrån dess inrättning till närvarande tid. ("Biographical notes on professors at the Royal University of Lund from its foundation until the current time") 克里斯蒂安斯塔德：L. Littorin, 1834. (public domain book available on Google Print， （页面存档备份，存于）)